# Australie aux Jeux olympiques de 1900
L'Australie participe aux Jeux olympiques d'été de 1900 à Paris en France du 14 mai au 28 octobre 1900. Il s'agit de sa 2e participation à des Jeux olympiques d'été.
La délégation australienne est composée de deux athlètes (2 hommes) dans 2 sports (athlétisme et natation). En athlétisme Stanley Rowley a remporté la médaille d'or sur le 5 000 mètres et 3 médailles de bronze sur 60, 100 et 200 mètres. Mais la médaille d'or est obtenue dans la compétition par équipe la médaille revient donc à l'équipe mixte. En natation Frederick Lane a remporté l'or sur 200 mètres nage libre et 200 mètres avec obstacle, tout ça en 3/4 d'heure. L'Australie termine 9e au tableau des médailles.

## Médaillés
Ce bilan correspond au tableau de médailles intitulé  Tableau des médailles de sports-reference.com qui se trouve au sein de l'article Jeux olympiques de 1900. Il est parfaitement conforme aux données du CIO, revues en juillet 2021.

### Médailles d'or
| Sport             | Discipline          | Athlète(s)     | Performance   | Date         |
| ----------------- | ------------------- | -------------- | ------------- | ------------ |
| Médailles d'or: 2 |                     |                |               |              |
| Natation          | 200 m nage libre    | Frederick Lane | 2 min 52 s 02 | 12 août 1900 |
| Natation          | 200 m avec obstacle | Frederick Lane | 2 min 38 s 04 | 12 août 1900 |

### Médailles de bronze
| Sport                  | Discipline | Athlète(s)     | Performance   | Date            |
| ---------------------- | ---------- | -------------- | ------------- | --------------- |
| Médailles de bronze: 3 |            |                |               |                 |
| Athlétisme             | 100 mètres | Stanley Rowley | 2 min 38 s 04 | 14 juillet 1900 |
| Athlétisme             | 60 mètres  | Stanley Rowley | 2 min 52 s 02 | 15 juillet 1900 |
| Athlétisme             | 200 mètres | Stanley Rowley | 2 min 38 s 04 | 22 juillet 1900 |

## Résultat

### Athlétisme
Hommes
| Athlète        | Épreuve    | Séries   | Séries | Demi-Finales | Demi-Finales | Finale   | Finale |
| Athlète        | Épreuve    | Résultat | Rang   | Résultat     | Rang         | Résultat | Rang   |
| -------------- | ---------- | -------- | ------ | ------------ | ------------ | -------- | ------ |
| Stanley Rowley | 60 mètres  | ?        | 2e     | NC           | NC           | ?        | 3e     |
| Stanley Rowley | 100 mètres | ?        | 2e     | 11,0         | 1er          | ?        | 3e     |
| Stanley Rowley | 200 mètres | 25,0     | 1er    | NC           | NC           | ?        | 3e     |

### Natation

#### Natation sportive
| Athlète        | Épreuve              | Demi-Finales | Demi-Finales | Finale        | Finale |
| Athlète        | Épreuve              | Temps        | Rang         | Temps         | Rang   |
| -------------- | -------------------- | ------------ | ------------ | ------------- | ------ |
| Frederick Lane | 200 m nage libre     | 2 min 59 s 0 | 1er          | 2 min 25 s 2  | 1er    |
| Frederick Lane | 200 m avec obstacles | 3 min 04 s 0 | 1er          | 2 min 38 s 04 | 1er    |